# Landgericht Glatz
Das Landgericht Glatz war ein preußisches Gericht der ordentlichen Gerichtsbarkeit im Bezirk des Oberlandesgerichtes Breslau mit Sitz in Glatz.

## Vorgeschichte
Im Jahre 1849 wurden in Preußen Appellationsgerichte gebildet, denen Kreisgerichte nachgeordnet waren, die für jeweils einen Landkreis als erstinstanzliche Gerichte dienten. Für Glatz entstand damit das Appellationsgericht Breslau mit 23 zugeordneten Kreisgerichten, darunter das Kreisgericht Glatz.

## Geschichte
Das königlich-preußische Landgericht Glatz wurde mit Wirkung zum 1. Oktober 1879 als eines von 14 Landgerichten im Bezirk des Oberlandesgerichtes Breslau gebildet. Der Sitz des Gerichtes war Glatz. Das Landgericht war danach für die Landkreise Frankenstein, Glatz, Habelschwerdt, Münsterberg und Neurode zuständig. Ihm waren folgende Amtsgerichte zugeordnet:
| Amtsgericht               | Sitz          | Bezirk |
| ------------------------- | ------------- | --- |
| Amtsgericht Frankenstein  | Frankenstein  | der Kreis Frankenstein ohne den Teil, der dem Amtsgericht Reichenstein zugeordnet war |
| Amtsgericht Glatz         | Glatz         | der Kreis Glatz ohne den Teil, der den Amtsgerichten Lewin und Reinerz zugeordnet war. Aus dem Kreis Neurode die Amtsbezirke Eckersdorf, Rothwaltersdorf und Nieder-Steine                                   |
| Amtsgericht Habelschwerdt | Habelschwerdt | der Kreis Habelschwerdt ohne den Teil, der den Amtsgerichten Landeck und Mittelwalde zugeordnet war |
| Amtsgericht Landeck       | Landeck       | aus dem Kreis Habelschwerdt die Stadtbezirke Landeck und Wilhelmsthal und die Amtsbezirke Gersdorf, Kamnitz, Koblitzbach, Kunzendorf, Landeck, Reyersdorf, Seitenberg und Teile des Amtsbezirkes Waltersberg |
| Amtsgericht Lewin         | Lewin         | aus dem Kreis Glatz der Stadtbezirk Lewin und die Amtsbezirke Gellenau, Hallatsch, Schlaney, Tassau und Tschischney                                                                                          |
| Amtsgericht Mittelwalde   | Mittelwalde   | aus dem Kreis Habelschwerdt der Stadtbezirk Mittelwalde und Teile der Amtsbezirke Lauterbach und Rosenthal                                                                                                   |
| Amtsgericht Münsterberg   | Münsterberg   | Kreis Münsterberg |
| Amtsgericht Neurode       | Neurode       | der Kreis Neurode ohne den Teil, der den Amtsgerichten Glatz und Wünschelburg zugeordnet war |
| Amtsgericht Reichenstein  | Reichenstein  | aus dem Kreis Frankenstein der Stadtbezirk Reichenstein und die Amtsbezirke Heinrichswalde, Maifritz und Teile der Amtsbezirke Banau, Camenz und Reichenau                                                   |
| Amtsgericht Reinerz       | Reinerz       | aus dem Kreis Glatz der Stadtbezirk Reinerz und die Amtsbezirke Friedersdorf, Friedrichsgrund, Grunwald, Rückers                                                                                             |
| Amtsgericht Wünschelburg  | Wünschelburg  | aus dem Kreis Neurode der Stadtbezirk Wünschelburg und die Amtsbezirke Albendorf, Carlsberg, Rathen, Reichenforst, Seifersdorf, Tuntschdorf und Teile des Amtsbezirks Mittelsteine                           |

Der Landgerichtsbezirk hatte 1888 zusammen 256.990 Einwohner. Am Gericht waren ein Präsident, ein Direktor und sechs Richter tätig.
Im Jahre 1945 wurden der Landgerichtsbezirk unter polnische Verwaltung gestellt und die deutschen Einwohner vertrieben. Damit endete auch die Geschichte des Landgerichtes Glatz.